# سكلوب دموي
سكلوب دموي (الاسم العلمي: Cyclops sanguineus) هو نوع من المفصليات يتبع جنس السكلوب من الفصيلة السكلوبية.